# زهري مونتباتن
زهري مونتباتن (بالإنجليزية: Mountbatten pink) هو أحد تدرجات اللون الزهري. ويسمى أيضا زهري بلايموث، وهو لون للتمويه في البحرية، تدرج بين الرمادي البنفسجي. اخترعه لويس مونتباتن من البحرية الملكية البريطانية في خريف 1940 أثناء الحرب العالمية الثانية.